# Utarmat uran
Utarmat uran, "depleted uranium" (DU), är avfall från anrikning av naturligt uran till kärnbränsle eller vapen. Naturligt uran består till 99,28% av 238U och 0,72% 235U och en mindre mängd 234U, vilka är klyvbara. Vid anrikning till reaktorbränsle ska halten 235U ökas till 3-5%, till kärnvapen upp till 90%. Avfallet består nästan uteslutande av 238U. Samtliga isotoper är svagt radioaktiva och emitterar till större delen α-strålning med kort räckvidd och låg penetrationsförmåga. 
Likt naturligt uran är utarmat uran pyrofort och kan i finfördelad form självantändas i rumstemperatur eller antändas genom ett kraftigt slag. Uran brinner explosivt och sprids som mycket små uranpartiklar till omgivningen.

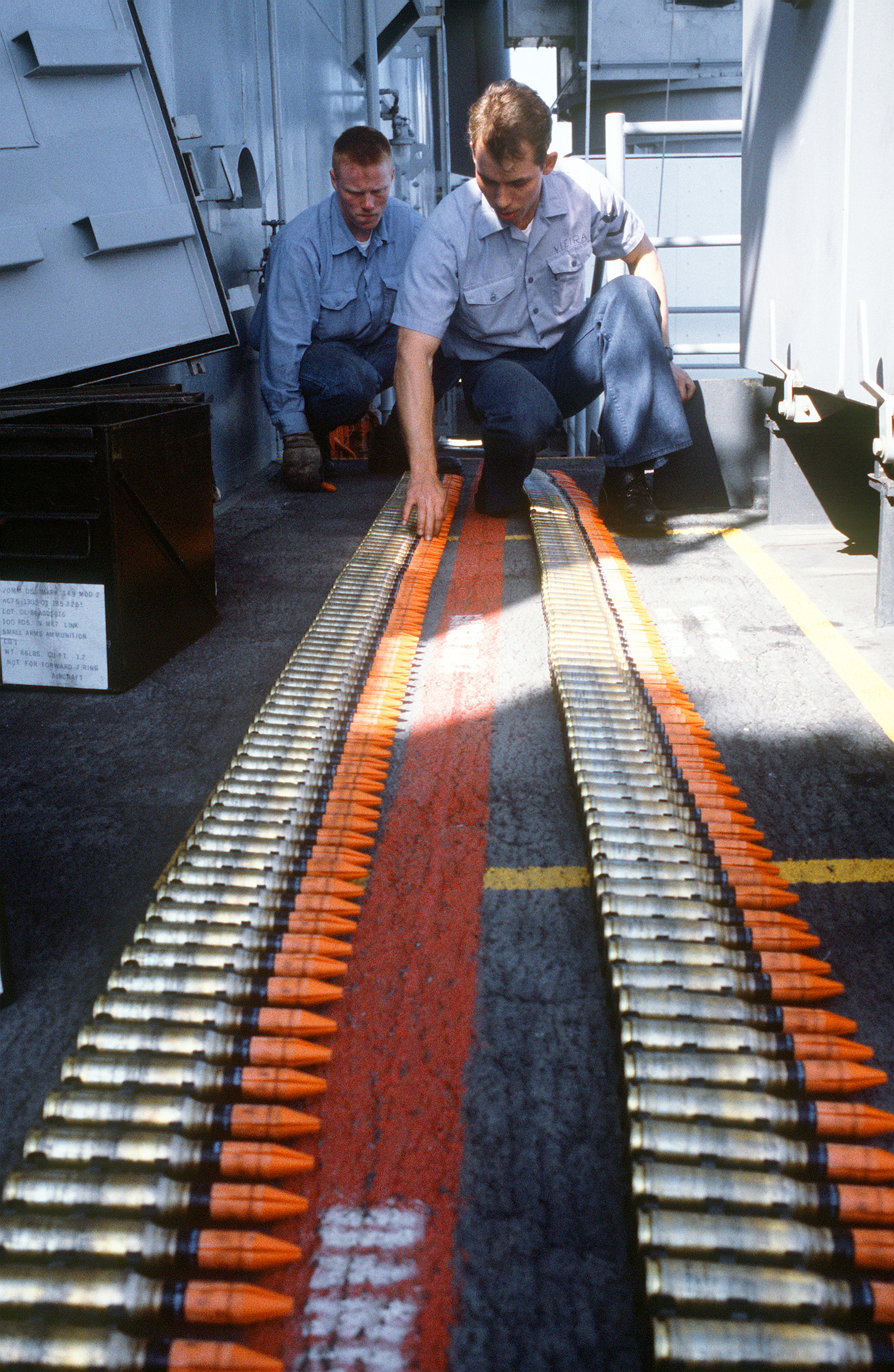
Ammunition med utarmat uran.

## Användningsområden

### Civila användningsområden
På grund av sin höga densitet (19 kg/dm3) har utarmat uran använts som strålningsskydd mot gammastrålning.
Utarmat uran har även använts som motvikter i roder och klaffar i flygplan, samt i segelbåtskölar. Vid flygolyckan i Amsterdam den 4 oktober 1992 med El Al Flight 1862 innehöll planet liksom andra Boeing 747 nästan 300 kg utarmat uran i stjärtpartiet, vilket spreds ut på olycksplatsen.

### Militära användningsområden
Militärt används utarmat uran främst i pansarbrytande ammunition, oftast i form av pilprojektiler. Det kan även användas defensivt, till exempel som förstärkning i stridsvagnars pansar. Urans höga densitet gör att det överför mycket rörelseenergi på en liten yta när det som projektil träffar ett mål. Ett alternativ till uran i pilprojektiler är volfram, vilket svenska försvarsmakten använder, då det också är mycket tungt, mycket hårt  och inte är giftigt. Många militärer använder utarmat uran istället för volfram i alla fall, då uran är billigare, kraftigt gnistbildande och "vässar" sig självt när det tränger in pansar, istället för att plattas till som volfram tenderar att göra.

### Kritik
Användning av utarmat uran har ifrågasatts på grund av uranets giftighet. Detta gäller främst vid militär användning, då uran från ammunition och pansar vid penetration kan finfördelas och få större potential att exponera människor. Detta kan ske både vid tidpunkten för beskjutning men också senare då dessa finfördelade rester av uran kan finnas kvar i mark och grundvatten.

### Toxicitet
Uran är en tungmetall som kan deponeras i kroppens olika organ, framför allt i skelettet och njurarna. I första hand är det dess gifteffekt som har hälsoeffekter. Då det har förekommit omfattande och långvarig exponering för uran i samband med gruvbrytning, höga naturliga uranhalter i miljön, och uranbearbetning av olika slag har dessa effekter kartlagts genom epidemiologiska studier.
Därvid har man kunnat visa att oralt intag även av små mängder uran kan orsaka njurskador, medan det inte observerats några strålskador. Detta är förväntat då uran-isotoperna är alfastrålande, en strålning som hejdas av till exempel vanligt skrivpapper eller människohud. Detta innebär att uranet måste komma in i kroppen genom inandning eller med mat och dryck för att överhuvudtaget kunna utgöra någon radiologisk hälsorisk.
Biologisk halveringstid för uranintag genom lungorna är 3,8 år.

### Befarade hälsoeffekter vid militär användning
Projektiler innehållande utarmat uran samt stridsvagnar med pansar förstärkt med utarmat uran användes för första gången i större omfattning under Kuwaitkriget, och senare vid Natos flygbombningar av Jugoslavien, Irakkriget och Afghanistankriget. I flera omgångar har de som deltagit i dessa operationer rapporterat om olika hälsoproblem som man förknippat med exponering för utarmat uran.
Tidigt rapporterades om olika hälsoproblem hos veteraner från Kuwaitkriget vilket kommit att kallas  gulfkrigssyndromet. En undersökning bland kanadensiska veteraner från 2013 slår fast att "det är osannolikt att kanadensiska soldater har blivit exponerade för utarmat uran på sätt som skulle kunna skada deras hälsa". Man framhåller dock att många veteraner lider av symptom efter militär tjänstgöring, vilket även om det inte specifikt har samband med exponering för utarmat uran kan orsaka betydande lidande.
Två studier från 2010 anger att det efter beskjutningar i slaget om Falluja 2004 observerats ökad andel missbildningar och cancer hos barn som fötts där. De som gjort undersökningen nämner utarmat uran som en tänkbar orsak. Studien får väsentlig kritik i en senare studie från 2011 som pekar på metodiska fel.
År 2001 rapporterades om ökad förekomst av leukemi hos Balkansoldater, något som senare undersökts bland svenska soldater där inget samband mellan tjänstgöring på Balkan och cancer eller annan ohälsa kunde påvisas. Man anger dock att flera av de undersökta personerna upplevt oro, sömnstörningar och trötthet vilket kan ha berott på den pressande miljön i tjänstgöringen och/eller den oro som debatten om utarmat uran gett upphov till.